# Fresia, Chile
Fresia este un oraș și comună din provincia Llanquihue, regiunea Los Lagos, Chile, cu o populație de 11.366 locuitori (2012) și o suprafață de 1278,1 km2.